# Cacostola obliquata
Cacostola obliquata là một loài bọ cánh cứng trong họ Cerambycidae.